# Воробьёвка (приток Самары)
Воробьёвка — река в России, протекает в Оренбургской области. Устье реки находится на 430 км реки Самара. Длина реки составляет 22 км, площадь бассейна — 230 км².

## Притоки
- 3,3 км: Медведка (лв)
- 13 км: Волчевка (лв)

## Данные водного реестра
По данным государственного водного реестра России относится к Нижневолжскому бассейновому округу, водохозяйственный участок реки — Самара от истока до Сорочинского гидроузла. Речной бассейн реки — Волга от верховий Куйбышевского водохранилища до впадения в Каспийское море.
Код объекта в государственном водном реестре — 11010000912112100006314.